# Falk Hentschel
 (février 2019).
Falk Hentschel, ne lé 26 avril 1985 à Leipzig, est un acteur allemand.

## Biographie
Avec ses parents, Jörg et Martina, et son frère Uwe, il s'est échappé d'Allemagne de l'Est sept mois avant la chute du Mur de Berlin. Il parle couramment l'anglais et l'allemand. Toute sa vie il a voyagé autour du monde.
Hentschel a travaillé à Londres en tant que danseur professionnel pour des artistes comme Mariah Carey, Britney Spears, Paulina Rubio, Jamelia et d'autres. Plus tard, il a été engagé en tant que chorégraphe et a travaillé sur plusieurs clips vidéos et pour des tournées au Canada et en Asie.
En 2003, Falk décide de rester à Los Angeles pour poursuivre son rêve de devenir acteur. Il a fait ses débuts dans la série Arrested Development en 2005. Série qui a remporté un Emmy Award. Il a obtenu un petit rôle dans Journeyman et plusieurs films à petit budget ont suivi.
En 2008, Hentschel décide de créer ses propres projets et écrit un court-métrage Who is Bobby Domino, où il va rencontrer Jesse Grace qui produit également le court-métrage. Hentschel et Grace vont par la suite écrire et produire d'autres courts-métrages, dont la plupart ont été récompensés dans de prestigieux festivals de films de par le monde. 
En 2010, Falk apparaît pour la première fois dans un film à gros budget, Night and Day, dans le rôle de Bernard, l'assassin, avec notamment Tom Cruise et Cameron Diaz. L'année suivante, Falk joue le rôle d'un drogué dans un épisode de la série The Closer au côté de Kyra Sedgwick.
En 2011, Hentschel apparaît au côté de Justin Bieber dans l'épisode 15 de la saison 11 des Experts, intitulé Ennemis pour la vie. Il est aussi apparu dans la série NCIS : Los Angeles, dans l'épisode 13 Au champ d'honneur de la saison 2.
Dans StreetDance 2 (2012), il obtient un rôle principal, celui de Ash, le leader d'un groupe de street dance qui va à Paris pour un concours de danse, durant lequel le groupe de Ash va affronter un autre groupe de street dance nommé Invincible.
En 2013, il obtient un rôle secondaire dans White House Down, où il joue Motts, un des mercenaires qui attaque la Maison-Blanche. Il est aussi apparu dans le film Crackle, où il joue le rôle de Rudolf Martin, un terroriste. Il apparait également en tant qu'invité dans un épisode de la série Revenge dans le rôle de Gregor Hoffman.
Hentschel joue le rôle de Bob dans le film Transcendance (2014) au côté de Johnny Depp. Il joue également le rôle de Dan en tant qu'invité durant trois épisodes de la série The Ladies Restroom.
Hentschel a obtenu un rôle régulier dans la série CBS, Reckless où il interprète Arliss Fulton.
En 2014 Hentschel est apparu en tant qu'invité dans l'épisode 6 Le Bien contre le mal de la deuxième saison de Marvel : Les Agents du SHIELD, où il interprète un mercenaire d'Hydra, Marcus Scarlotti alias Whiplash.
En août 2015, il est annoncé que Hentschel interprètera Carter Hall alias Hawkman, dans les épisodes 1 et 2 de la nouvelle série DC's Legends of Tomorrow, dont le premier épisode doit être diffusé le 21 janvier 2016 aux États-Unis. Le personnage de Carter Hall alias Hawkman a été introduit dans l'épisode 8 de la saison 4 d'Arrow et dans l'épisode 8 de la saison 2 de The Flash.

## Filmographie

### Cinéma

#### Films
- 2010 : Night and Day de James Mangold : Bernard
- 2012 : StreetDance 2 de Max Giwa et Dania Pasquini : Ash
- 2013 : White House Down de Roland Emmerich : Motts
- 2014 : Transcendance de Wally Pfister : Bob
- 2018 : Bienvenue à Marwen (Welcome to Marwen) de Robert Zemeckis : le Hauptsturmführer Ludwig Topf
- 2020 : Ava de Tate Taylor : Gunther

#### Courts métrages
- 2006 : Intelligence de Allen Martinez : un soldat allemand
- 2008 : Thrill Killers de Andrea Velez: Bj
- 2009 : Who Is Bobby Domino de Jesse Grce : Jake Sullivan
- 2009 : The Letter de Jesse Grce
- 2009 : Cher papa de Jesse Grce : Phillippe
- 2010 : Broken de Justin Bellow : Aaron Sevell
- 2011 : Omission de Justin Bellow : Simon Cox
- 2012 : Lotus de Jesse Grce : Brad
- 2016 : The Big Swim de Kat Green : Luca
- 2017 : The Pick Up de Taylor Morden : Ike
- 2020 : Cooped Up de Taylor Morden : Carter Hall / Hawkman

### Télévision

#### Séries télévisées
- 2005 : Arrested Development (saison 2, épisode 8) : Jay, le policier sexy
- 2007 : Journeyman (saison 1, épisode 3) : Le voyou
- 2010 : The Closer (saison 6, épisode 6) : Richard Conway
- 2011 : NCIS: Los Angeles (saison 2, épisode 13) : Bradford Harris Elgin
- 2011 : Les Experts (saison 11, épisode 15) : Timothy Johnson
- 2013 : Revenge (saison 2, épisode 21) : Gregor Hoffman
- 2014 : Reckless : Arliss Fulton
- 2014 : Marvel : Les Agents du SHIELD (saison 2, épisode 6) : Marcus Scarlotti
- 2014 : The Ladies Restroom (saison 1) : Dan
- 2015 : The Flash (saison 2, épisode 8) : Carter Hall / Hawkman
- 2015 : Arrow (saison 4, épisode 8) : Carter Hall / Hawkman
- 2016 et 2021 : Legends of Tomorrow (saison 1, épisodes 1, 2, 3, 10, 13, 14 et 16 ; saison 7, épisode 3) : Carter Hall / Hawkman
- 2018 : L'Aliéniste (saison 1, épisodes 1 & 2) : Biff Ellison
- 2020 : Spides (saison 1) : David Leonhart

#### Téléfilms
- 2006 : 18 Fingers of Death! de James Lew : Danseur principal du vidéoclip
- 2013 : Extraction de Tony Giglio : Martin
- 2016 : Jack l'éventreur : une femme à ses trousses de Sebastian Niemann : Frederick Abberline